# 香取號戰艦

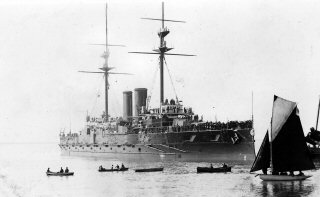
在中國的香取

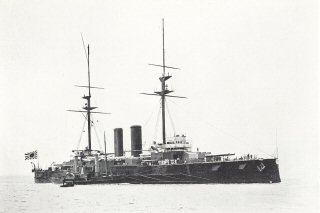
1915年的香取

香取（かとり）是日本海軍的戰艦。前弩級戰艦香取級戰艦一號艦。本艦艦名以位於東京東北的千葉縣香取神宮命名。雖然戰艦鹿島為其同級艦，但細部上因造船廠關係，在船體大小及引擎出力上與本艦略有不同。

## 概要
日本海軍在日俄戰爭時，為了補充初瀬及八島於日俄戰爭早期損失的戰力，因而向英國訂造新型戰艦－香取級。儘管日進及春日等裝甲巡洋艦在危急的對馬海峽海戰守住了戰線，但日本海軍預計，最少需要一隊六艘的戰艦才能面對來自中國、俄羅斯或美國的潛在威脅，因此向英國下了訂單製造。本艦由英國威格士造船廠製造。雖然香取的建造已經十分倉促，但卻只能在日俄戰爭完結後才能交付。
香取的正式下水典禮，有栖川宮威仁親王及王妃亦有出席。

## 艦歷
香取在英國威格士造船廠建造完成後進行了試航，一切順利後從樸茨茅斯開始了其首航，並於1906年8月15日抵達日本橫須賀。
在美國白色艦隊環球航行訪問其間，艦隊於1908年10月通過日本海域，香取是護衛艦隊的其中一員。1913年11月10日的橫須賀海軍檢閱中，香取有幸接待當時的皇太子－後來的裕仁天皇。
儘管英國最新型的無畏級戰艦的發展致使本級艦淪為過時艦隻，但本艦亦參與了第一次世界大戰。本艦只是作為一個較次要的角色，簡單地保衛着加羅林群島、馬里亞納群島和帕勞群島等德國殖民地。
一戰後，香取作為日本海軍的一員在1918年至1921年的西伯利亞出兵中負責掩護艦隊登陸及海岸巡邏。
1921年3月3日，香取與皇太子裕仁離開日本，開始了6個月的旅程，當中訪問了英國、法國、意大利、梵蒂岡、荷蘭和比利時，使裕仁成為第一個出國的日本儲君。1921年9月3日，香取返回日本，日本政府推出了一系列描繪香取的紀念郵票記念這次安全航行。
1923年，由於華盛頓海軍條約，香取於1923年9月20日除籍，1924年被送往舞鶴海軍工廠解體，兩門主炮則被回收利用為東京灣的海岸炮。
本艦與太平洋戰爭時代的練習巡洋艦香取非同一艦艇，請勿混淆。

## 艦長
回航委員長
- 坂本一 大佐：1905年12月12日 ～ 1906年1月15日

艦長
- 坂本一 大佐：1906年1月15日 ～ 11月22日
- 小栗孝三郎 大佐：1911年12月1日 ～ 1911年12月1日
- 小笠原長生 大佐：1912年12月1日 ～ 1913年2月12日
- 岩村俊武 大佐：1913年5月24日 ～ 12月1日
- 下村延太郎 大佐：1914年12月1日 ～ 1915年3月17日
- 吉田増次郎 大佐：1916年2月12日 ～ 12月1日
- 山梨勝之進 大佐：1917年12月1日 ～ 1918年11月1日
- 南郷次郎 大佐：1919年8月5日 ～ 1920年10月5日
- 漢那憲和 大佐：1920年10月5日 ～ 1921年12月1日

## 略年表
- 1905年7月4日 - 在英國威格士造船廠下水。
- 1906年8月15日 - 抵達日本橫須賀。
- 1908年10月 - 作為美國白色艦隊於日本海域的護衞艦。
- 1913年11月10日 - 在橫須賀海軍檢閱中接待皇太子－裕仁。
- 1914年 - 參與第一次世界大戰。
- 1918年 - 西伯利亞出兵參加
- 1921年 - 皇太子裕仁歐洲訪問供奉。
- 1923年 - 因華盛頓海軍條約成為廢艦。解體後、兩門主炮轉為沿岸防備用陸上砲台。

## 同級艦
| 船名 | 圖片 |
| ---- | ---- |
| 鹿島 |      |